# Ceratocaryum
Ceratocaryum  es un género con ocho especies de plantas herbáceas perteneciente a la familia Restionaceae. Es originario de Sudáfrica en la Provincia del Cabo.

## Especies deCeratocaryum
- Ceratocaryum argenteum Nees ex Kunth, Enum. Pl. 3: 483 (1841).
- Ceratocaryum caespitosum H.P.Linder, Kew Bull. 56: 472 (2001).
- Ceratocaryum decipiens (N.E.Br.) H.P.Linder, Bothalia 15: 479 (1985).
- Ceratocaryum fimbriatum (Kunth) H.P.Linder, Bothalia 15: 479 (1985).
- Ceratocaryum fistulosum Mast., J. Linn. Soc., Bot. 10: 274 (1869).
- Ceratocaryum persistens H.P.Linder, Kew Bull. 56: 473 (2001).
- Ceratocaryum pulchrum H.P.Linder, S. African J. Bot. 61: 222 (1995).
- Ceratocaryum xerophilum (Pillans) H.P.Linder, Bothalia 15: 480 (1985).